# Banco Nacional de Desenvolvimento Econômico e Social
El Banco Nacional de Desarrollo Económico y Social (BNDES) –en portugués Banco Nacional de Desenvolvimento Econômico e Social– es una empresa pública federal brasileña, vinculada al Ministerio de Desarrollo, Industria y Comercio Exterior.
El BNDES es una ex autarquía federal, creada por la Ley n.º 1.628 del 20 de junio de 1952. Posteriormente fue encuadrado, por la Ley n.º 5.662 del 21 de junio de 1971, como una empresa pública federal, con personalidad jurídica de derecho privado y patrimonio propio. El BNDES se encuentra vinculado al Ministerio de Desarrollo, Industria y Comercio Exterior de Brasil y su principal objetivo es apoyar emprendimientos que contribuyan al desarrollo de Brasil.
Sus líneas de financiamiento contemplan préstamos a largo plazo y costos financieros menores que los del mercado minorista, desarrollando proyectos de inversiones y la comercialización de máquinas y equipamientos nuevos, fabricados en el país, así como también para incentivar el aumento de las exportaciones brasileñas. 
Estas líneas de financiamiento contribuyen también al fortalecimiento de la estructura de capital de las empresas privadas y el desarrollo del mercado de capitales.
Las líneas de apoyo financiero y los programas del BNDES atienden las necesidades y ansias de inversiones de las empresas de cualquier porte y sector desde que se establecen en el país y la colaboración con instituciones financieras, con agencias establecidas en todo el país, permite la diseminación del crédito, posibilitando un mayor acceso a los recursos del BNDES.